# Jurij Ryżow
Jurij Aleksiejewicz Ryżow (ros. Юрий Алексеевич Рыжов, ur. 28 października 1930 w Moskwie, zm. 29 lipca 2017 tamże) – radziecki i rosyjski uczony w dziedzinie dynamiki płynów, działacz polityczny i społeczny, dyplomata, ambasador Rosji we Francji od 1992 do 1998.

## Życiorys
W 1954 ukończył Moskiewski Instytut Fizyczno-Techniczny, po czym został inżynierem Centralnego Instytutu Aerohydrodynamicznego im. Żukowskiego, a w 1958 starszym inżynierem Instytutu Naukowo-Badawczego nr 1 (obecnie Centrum Naukowo-Badawcze im. Kiełdysza). Od 1960 pracował w Moskiewskim Instytucie Lotniczym jako docent, profesor, kierownik działu aerodynamiki maszyn latających, prorektor ds. pracy naukowej, pierwszy prorektor i następnie rektor. W 1970 został doktorem nauk technicznych, a w 1972 profesorem. Od 1981 był członkiem korespondentem, a od 1987 członkiem rzeczywistym Akademii Nauk ZSRR. Od 1987 do 1990 był deputowanym Moskiewskiej Rady Miejskiej. W 1989 został deputowanym ludowym ZSRR, był członkiem Prezydium Rady Najwyższej ZSRR i przewodniczącym Komitetu ds. Nauki, edukacji narodowej, kultury i wychowania Rady Najwyższej ZSRR i zastępcą przewodniczącego Wyższej Rady Koordynacyjno-Konsultacyjnej przy przewodniczącym Rady Najwyższej RFSRR. W 1994 został prezesem Międzynarodowego Uniwersytetu Inżynieryjnego. Od 1991 do 1998 był członkiem Rady Prezydenckiej Federacji Rosyjskiej, a jednocześnie od 1992 do 1998 ambasadorem Rosji we Francji. Od 2003 kierował działem aerodynamiki maszyn latających Moskiewskiego Instytutu Lotniczego.

## Odznaczenia i nagrody
- Order „Za zasługi dla Ojczyzny” III klasy (1999)
- Order Rewolucji Październikowej (1986)
- Order Czerwonego Sztandaru Pracy (1970)
- Order „Znak Honoru” (1976)
- Wielki Oficer Legii Honorowej (1999)
- Nagroda Państwowa ZSRR (1983)
- Nagroda Prezydenta Federacji Rosyjskiej (2000)
- Medal 850-lecia Moskwy (1997)